# Unterseeboot UB-81
Pour les autres navires du même nom, voir Unterseeboot 81.
L'Unterseeboot UB-81 est un sous-marin (U-Boot) allemand de type UB III utilisé par la Kaiserliche Marine pendant la Première Guerre mondiale. Il a été mis en service dans la marine impériale allemande le 18 septembre 1917.
L'UB-81 a été coulé le 2 décembre 1917 par une mine à la position 50° 27′ N, 0° 53′ O. 29 membres d’équipage ont péri dans l’événement.

## Conception
Comme tous les sous-marins de type UB III, l'UB-81 avait un déplacement de 516 tonnes en surface et de 647 tonnes en immersion. Ses moteurs lui permettaient de naviguer à 13,4 nœuds (24,8 km/h) en surface et à 7,5 nœuds (13,9 km/h) en immersion. Il avait une autonomie de 8180 milles marins (15150 km) à sa vitesse de croisière. L'UB-81 transportait 10 torpilles et était armé d’un canon de pont de 8,8 cm. L'UB-81 avait un équipage pouvant compter jusqu’à 3 officiers et 31 hommes.

## Carrière
L'UB-81 a été commandé par le GIN le 23 septembre 1916. Il a été construit par AG Weser à Brême et sa quille a été posée le 5 janvier 1917. Après un peu moins d’un an de construction, il a été lancé à Brême le 4 août 1917. L'UB-81 a été mis en service plus tard la même année sous le commandement de Reinhold Saltzwedel.
Dans la nuit du 30 novembre au 1er décembre 1917, il torpilla et coula le vapeur britannique de 3218 tonnes Molesey à 12 milles à l’ouest-sud-ouest du bateau-phare de Brighton.
L'UB-81 a heurté une mine dans la nuit du 2 décembre 1917 dans la Manche, au sud-est de l’île de Wight, au large de Dunnose Head. L’équipage de 34 personnes, commandé par l'Oberleutnant zur See Reinhold Saltzwedel, a réussi à soulever les tubes lance-torpilles avant au-dessus de la surface et sept membres d’équipage se sont échappés avant qu’une collision ne se produise avec un patrouilleur britannique et que l'UB-81 ne coule. Une autre source affirme que 35 hommes étaient à bord et que six ont survécu. Les survivants ont été secourus par un patrouilleur de la Royal Navy. L’épave se trouve maintenant à 50° 29′ 24″ N, 0° 58′ 15″ O) OSGB à une profondeur de 28 mètres,. Elle est désignée comme un site protégé en vertu de la loi de 1986 sur la protection des sépultures militaires et toute plongée dessus est donc strictement interdite.

## Affectations
- Flottille Flandern I : du 11 novembre au 2 décembre 1917

## Commandants
- Oberleutnant zur See Reinhold Saltzwedel[10] : du 18 septembre au 2 décembre 1917

## Navires coulés
| Date             | Nom     | Nationalité    | Tonnage | Destin. |
| ---------------- | ------- | -------------- | ------- | ------- |
| 30 novembre 1917 | Molesey | United Kingdom | 218     | Coulé   |